# Nucinella serrei
Nucinella serrei is een tweekleppigensoort uit de familie van de Manzanellidae. De wetenschappelijke naam van de soort is voor het eerst geldig gepubliceerd in 1912 door Lamy.